# Hypoponera opacior
Hypoponera opacior (лат.) — широко распространённый инвазивный вид муравьёв (Formicidae) рода Hypoponera из подсемейства Ponerinae. Северная и Южная Америка. Был впервые описан в 1893 году швейцарским энтомологом Огюстом Анри Форелем по типовому материалу с острова Сент-Винсент (Малые Антильские острова) в составе рода Ponera.

## Распространение
Новый Свет. Северная, Центральная и Южная Америка (от США на севере своего ареала до Чили и Аргентины на юге), включая острова Карибского бассейна, Гавайи и Французскую Полинезию.

## Описание
Мелкие муравьи (2—3 мм) коричневого цвета (окраска изменчивая, варьирует от светлого, почти жёлтого цвета до темного, почти чёрного). Глаза маленькие, состоят из одной-двух сросшихся фасеток. Усики самок и рабочих состоят из 12 члеников, а у самцов — из 13. Встречаются крылатые и бескрылые самки и самцы.
Широко распространённый и высокоизменчивый вид, который, возможно, представляет собой комплекс видов. Он гнездится в гнилых пнях в полутени, на дерне или под камнями.

## Биология
Hypoponera opacior производит как крылатых, так и бескрылых королев и самцов. Крылатые особи спариваются во время брачных полетов в июне, но у бескрылых королев и самцов разные способы размножения. Осенью бескрылые королевы спариваются внутри гнезда. Затем колония разделяется, и королева уходит с частью рабочих, чтобы основать новую колонию. Королева должна покинуть гнездо, так как рабочие попытаются убить ее, если она этого не сделает. Бескрылые самцы спариваются с королевами, пока они еще находятся в коконах, и, в отличие от Cardiocondyla, не дерутся. Самцы спариваются с королевами до 40 часов, и считается, что они охраняют королев, чтобы предотвратить спаривание с ними других самцов.